# Duvall, Washington
Duvall är en ort i King County i delstaten Washington, USA.